# VY Canis Majoris
VY Canis Majoris (VY CMa) – czerwony hiperolbrzym, trzecia na liście największych i jedna z najjaśniejszych gwiazd. Znajduje się w konstelacji Wielkiego Psa w odległości około 1500 parseków, czyli około 4900 lat świetlnych od Ziemi. Jej masa stanowi około 30-40 mas Słońca. Jest sklasyfikowana jako gwiazda zmienna półregularna i ma szacunkowy czas obrotu około 2000 dni. Jej średnia gęstość wynosi od 5 do 10 mg/m³. Umieszczona w środku Układu Słonecznego gwiazda swoją powierzchnią przecięłaby orbitę Marsa lub Jowisza.

## Odkrycie
Pierwsza potwierdzona obserwacja VY Canis Majoris odnotowana została w katalogu Jérôme Lalande'a 7 marca 1801 jako gwiazdę o obserwowanej wielkości gwiazdowej 7m. Dalsze badania obserwowanej wielkości gwiazdowej w XIX wieku wykazały „blaknięcie” gwiazdy od 1850 roku.
Od 1847 roku VY Canis Majoris znana była jako gwiazda o kolorze purpurowym. Przez cały XIX wiek zaobserwowano co najmniej sześć dyskretnych komponentów dla VY Canis Majoris, co sugerowało możliwość, że jest to gwiazda wielokrotna. Te dyskretne komponenty znane są obecnie jako jasne obszary w otaczającej gwiazdę mgławicy. Obserwacje w wysokiej rozdzielczości w 1957 oraz 1998 roku wykazały, że VY Canis Majoris nie jest gwiazdą podwójną.
VY Canis Majoris jest gwiazdą typu widmowego M, o wysokiej jasności i temperaturze powierzchni około 3000 K. Na diagramie Hertzsprunga-Russella znajduje się w prawym górnym rogu.

## Pomiar odległości
Odległość do gwiazdy można obliczyć za pomocą pomiaru paralaksy orbity obiegu Ziemi dookoła Słońca. Jednak VY Canis Majoris ma bardzo małą paralaksę o dużym marginesie błędu, co sprawia, że obliczenie odległości tą metodą jest bardzo niedokładne.
W 1976 roku Charles J. Lada i Mark J. Reid opublikowali odkrycie jasnego kulistego obłoku molekularnego 15 minut kątowych na wschód od VY Canis Majoris. Na krawędzi obłok graniczył z jasnym pierścieniem, o nagłym spadku zawartości tlenku węgla oraz wzroście jasności, co prawdopodobnie wskazywało na zniszczenie molekularne materii oraz ogrzewanie pierścienia. J. Lada i M. J. Reid założyli, że odległość od obłoku molekularnego jest w przybliżeniu równa do tych gwiazd, które są członkami gromady otwartej NGC 2362, która powoduje jonizację pierścienia. Gromada jest oddalona od Ziemi o 1,5 ± 0,5 kiloparseków.
VY Canis Majoris jest umiejscowiona na czubku pierścienia, co sugeruje jej związek z obłokiem molekularnym. Oprócz tego prędkość obłoku jest bardzo zbliżona do prędkości gwiazdy, a w konsekwencji do prędkości gromady NGC 2362, co oznacza, że gwiazda jest również w odległości 1,5 kiloparseka.

## Rozmiar

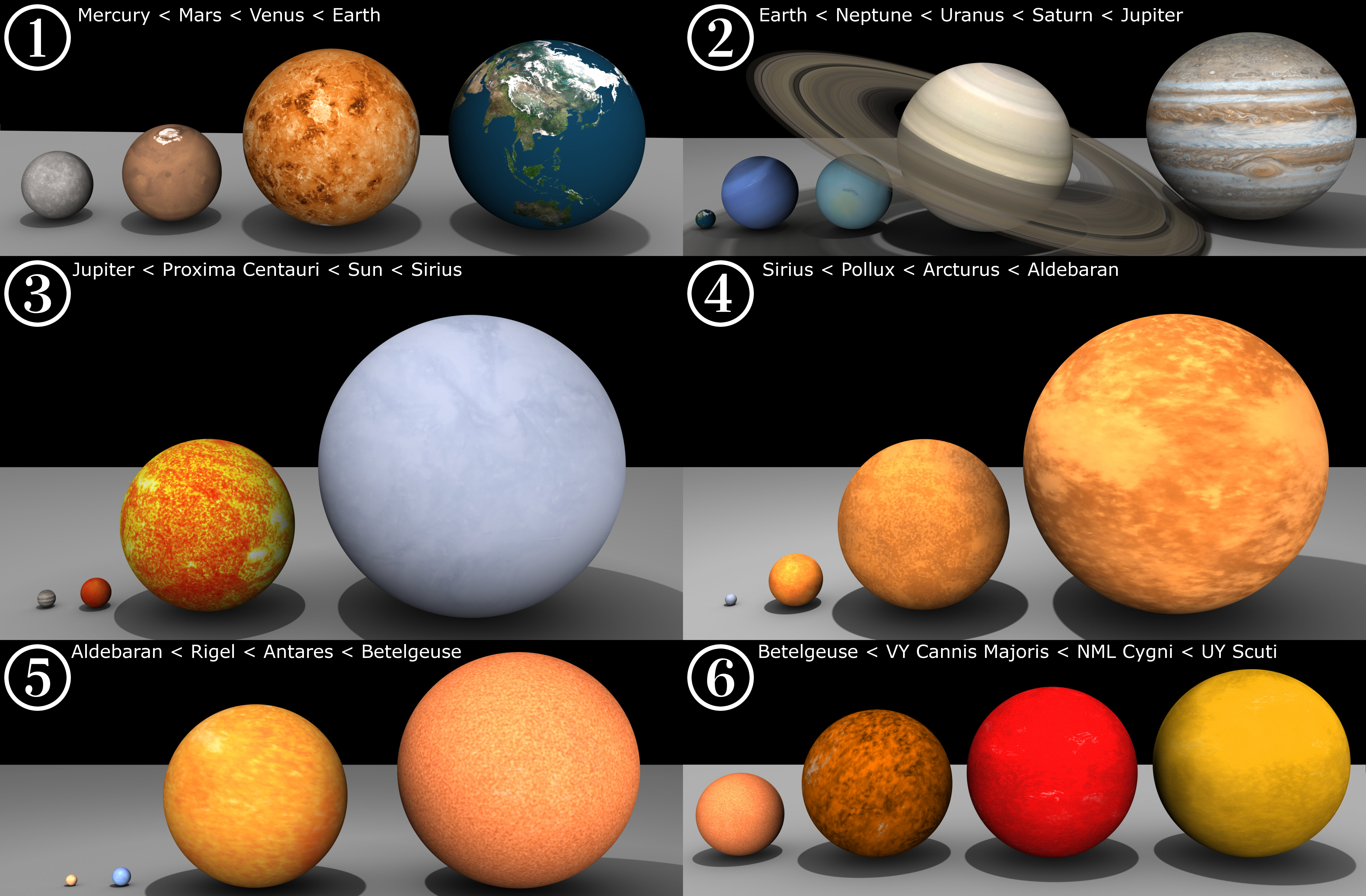
Porównanie wielkości wybranych ciał niebieskich
1. Merkury < Mars < Wenus < Ziemia
2. Ziemia < Neptun < Uran < Saturn < Jowisz
3. Jowisz < Wolf 359 < Słońce < Syriusz
4. Syriusz < Pollux < Arktur < Aldebaran
5. Aldebaran < Rigel < Antares < Betelgeza
6. Betelgeza < VY Canis Majoris < NML Cygni < UY Scuti

Początkowo promień VY Canis Majoris obliczono na 1800 - 3230 R☉, ale dzisiejsze oceny pokazują tylko 600 - 1540 R☉. Aby to zilustrować, jeślibyśmy zamienili VY Canis Majoris ze Słońcem miejscami, to jej powierzchnia mogłaby wykraczać poza orbitę Marsa lub Jowisza. Światło na obiegnięcie dookoła gwiazdy potrzebowałoby wiele godzin. Gwiazda pomieściłaby w swojej objętości 7×1015 Ziem (objętość gwiazdy o promieniu 9,58 au wynosi 1,23×1037 m³). Gdyby Ziemia miała być reprezentowana przez sferę o średnicy 1 cm, to Słońce miałoby średnicę 1,09 m, a VY Canis Majoris 654 - 1678,7 m.

## Jasność
W 2006 roku Humpreys użyła spektralnego wykresu gęstości jasności oraz długości fali światła z VY Canis Majoris do obliczenia jasności gwiazdy. Ponieważ większość promieniowania z gwiazdy jest przetwarzana przez pył kosmiczny w otaczających mgławicach, Humpreys zintegrowała wszystkie strumienie światła pochodzące z mgławicy, dzięki temu oszacowała jasność gwiazdy na 4,3x105 jasności Słońca.

## Kontrowersje

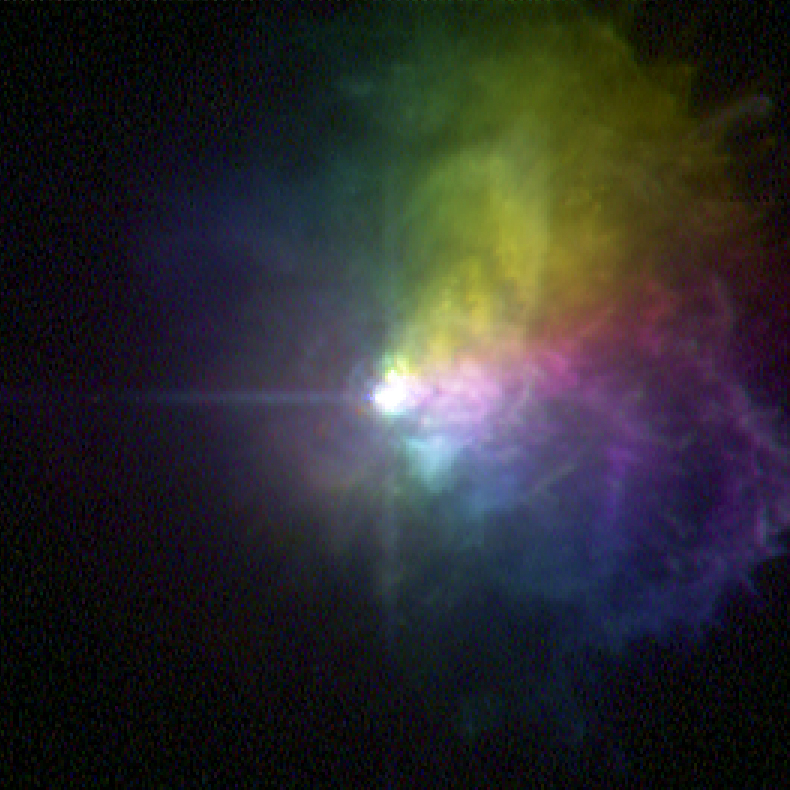
VY Canis Majoris wyrzuca ogromne ilości gazów podczas wybuchów

Istnieją dwie sprzeczne koncepcje naukowe dotyczące właściwości VY Canis Majoris. W pierwszej, gwiazda jest wielkim, bardzo jasnym czerwonym hiperolbrzymem. W innych koncepcjach (np. Masseya, Levesque'a i Pleza), gwiazda jest zwykłym czerwonym nadolbrzymem o promieniu około 600 promieni Słońca. Podobnie jak rozmiar gwiazdy kontrowersje budzi jej jasność, ma to związek z przejściem światła z gwiazdy przez obłoki pyłu kosmicznego, co skutkuje zaburzonym odbiorem promieniowania podczerwonego na Ziemi.

## Przyszłość gwiazdy
Gwiazda jest bardzo niestabilna, wyrzuca dużą część swojej masy do otaczającego obłoku. Astronomowie na podstawie wyników obserwacji uzyskanych przez Kosmiczny Teleskop Hubble’a przewidują, że VY Canis Majoris eksploduje jako hipernowa w ciągu najbliższych 100 000 lat. Teoretycznie hipernowa spowoduje rozbłysk gamma, który może unicestwić wszelkie potencjalne życie w promieniu kilku lat świetlnych. Hiperolbrzym nie stanowi jednak zagrożenia dla Ziemi. Bardzo prawdopodobne, że utworzy po swoim wybuchu czarną dziurę.